# أحشويروش

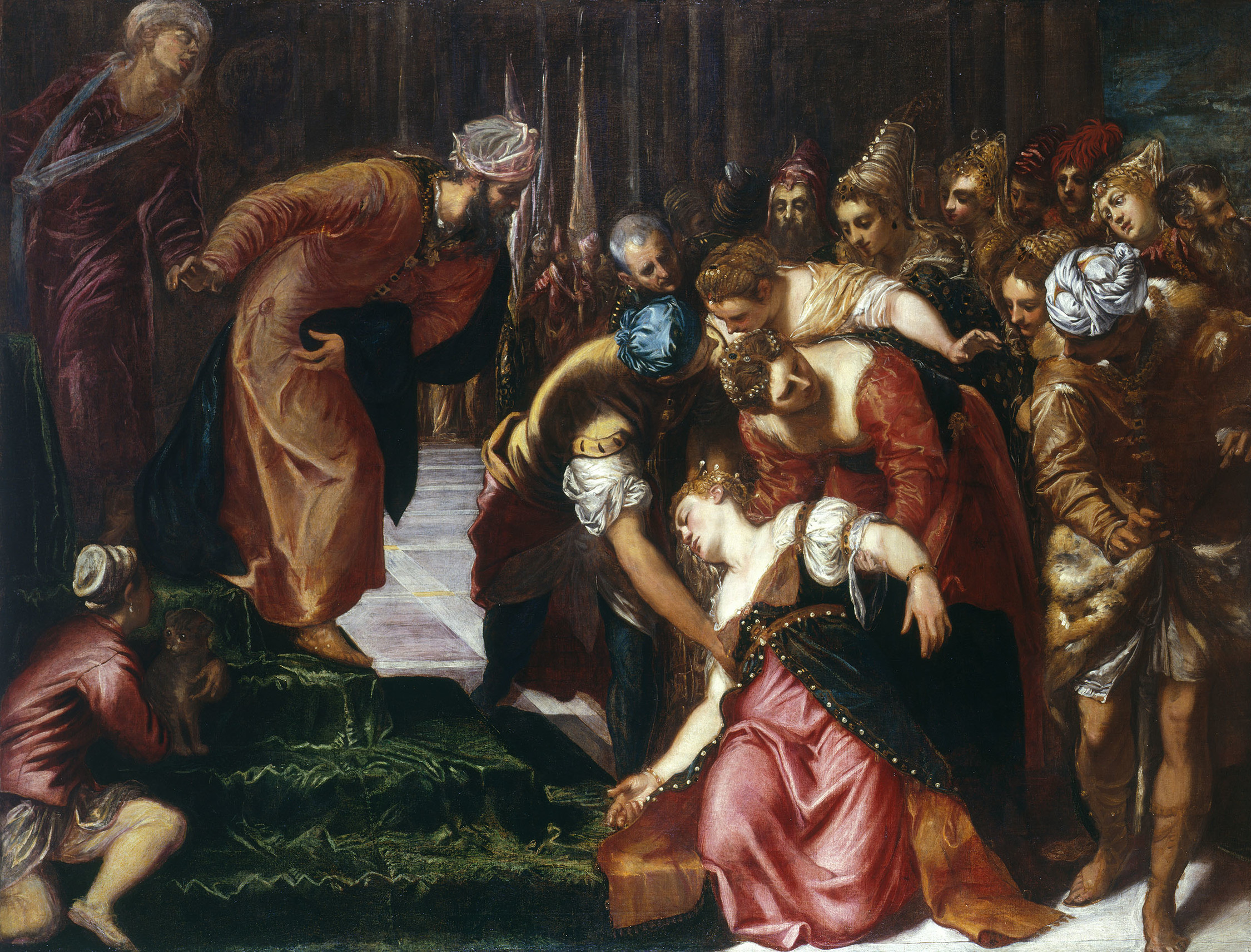

أحشويروش في الترجمة السبعينية هو اسم يطبق في الكتاب المقدس العبري على ثلاثة حكام من بلاد فارس القديمة وعلى مسؤول بابلي (أو ملك مادي) ظهر أول مرة في تناخ في سفر إستير وبعد ذلك في سفر طوبيا المسيحي. إنها ترجمة صوتية إما خشايارشا الأول أو أرتحشستا؛ كلاهما أسماء لملوك فارسيين متعددين من الأسرة الأخمينية.